# X Prize Foundation

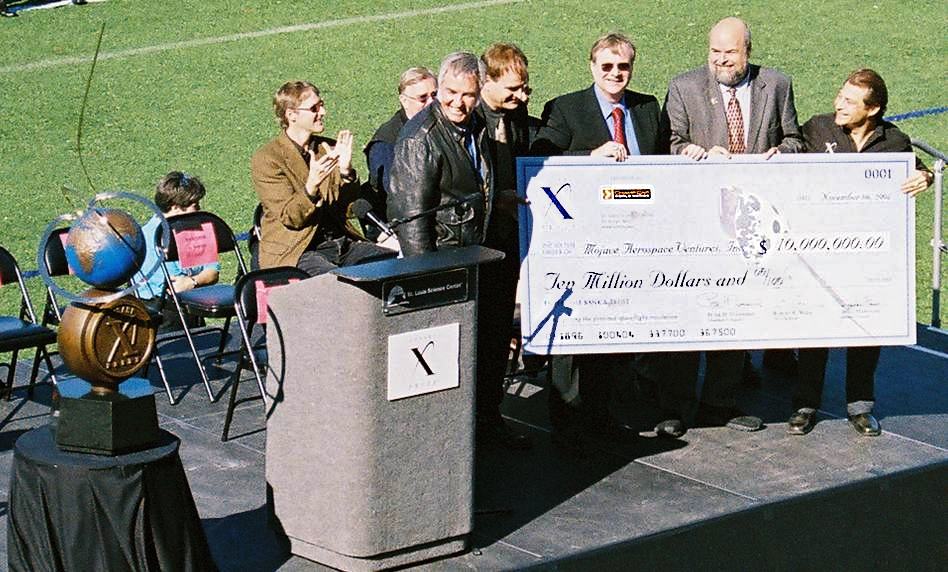
L'assegnazione dell'Ansari X Prize.

La X Prize Foundation è una organizzazione non-profit con sede a St. Louis, Missouri (USA), creata per incentivare innovazioni tecnologiche radicali in vari campi.
Il premio più importante che assegna questa organizzazione è l'Ansari X Prize, con una ricompensa di 10 milioni di dollari per la prima organizzazione non governativa capace di lanciare (due volte nell'arco di due settimane) un veicolo spaziale riutilizzabile con equipaggio umano. Questo premio punta a incentivare lo sviluppo dei voli spaziali a basso costo, ed è stato assegnato alla società Scaled Composites per il suo programma spaziale Tier One, il 6 novembre 2004.

## Premi X PRIZE
Gli X PRIZE sono ricompense monetarie assegnate con lo scopo di incentivare tre obbiettivi primari:
- attrarre investimenti da altri settori che portino nuovi approcci a problemi difficili;
- ottenere risultati importanti che siano reali e significativi. Le competizioni hanno obbiettivi precisi, e sono create per promuovere l'innovazione;
- attraversare i confini nazionali e i settori disciplinari per incoraggiare i team di tutto il mondo a investire il capitale intellettuale e finanziario necessario a superare sfide complesse.

I premi tuttora attivi sono:
- Ansari X Prize, la famosa competizione X PRIZE volta alla creazione di un veicolo spaziale privato;
- Progressive Insurance Automotive X Prize, una competizione ingegneristica per la creazione di un'automobile ad alta efficienza in grado di raggiungere i 100 MPGe (Miles per gallon gasoline equivalent, unità di misura americana che indica la distanza percorsa per unità di energia comsumata)
- Archon Genomics X Prize, una competizione di genomica che sfida i team a sequenziare 100 genomi umani in 10 giorni o meno;
- Google Lunar X Prize, una competizione fra privati per mandare un robot sulla Luna;
- Northrop Grumman Lunar Lander X Challenge, una competizione riguardante la costruzione di piccoli sistemi a razzo efficienti e compatti;
- Wendy Schmidt Oil Cleanup X Challenge, una competizione ideata alla creazione di soluzioni innovative atte a velocizzare la pulizia dell'acqua di mare dal petrolio, come in caso di fuoriuscita da petroliere o piattaforme off-shore;
- Qualcomm Tricorder X Prize, una competizione finalizzata alla creazione di un dispositivo medico diagnostico portatile.

## Consiglio di amministrazione
La Fondazione è amministrata da un consiglio di amministrazione molto numeroso e variegato, i cui membri attuali sono:
- Eric C. Anderson, amministratore.
- Anousheh Ansari, amministratore.
- Amir Ansari, amministratore.
- Jack Bader, amministratore.
- Michael Boustridge, amministratore.
- Peter Diamandis, fondatore e presidente.
- Gil Elbaz, amministratore.
- Richard Garriott, amministratore.
- James N. Gianopulos, amministratore.
- Jack Hidary, amministratore.
- Arianna Huffington, amministratore.
- Dean Kamen, amministratore.
- Ray Kurzweil, amministratore.
- Erik R. Lindbergh, amministratore.
- Gregg E. Maryniak, segretario.
- Rob McEwen, amministratore.
- Diane Murphy, amministratore.
- Elon Musk, amministratore.
- Larry Page, amministratore.
- Adeo Ressi, amministratore.
- Jeffrey L. Shames, amministratore.
- Barry Silverstein, amministratore.
- Ratan Tata, amministratore.
- J. Barry Thompson, tesoriere.
- Craig Venter, amministratore.
- Robert K. Weiss, vicepresidente.
- Will Wright, amministratore.

## Ambasciatori
- Stephen Ibaraki
- Jessica Brillhart
- Hilary Mason
- Jason Pontin
- Emilia Garito[2]